# رافدة

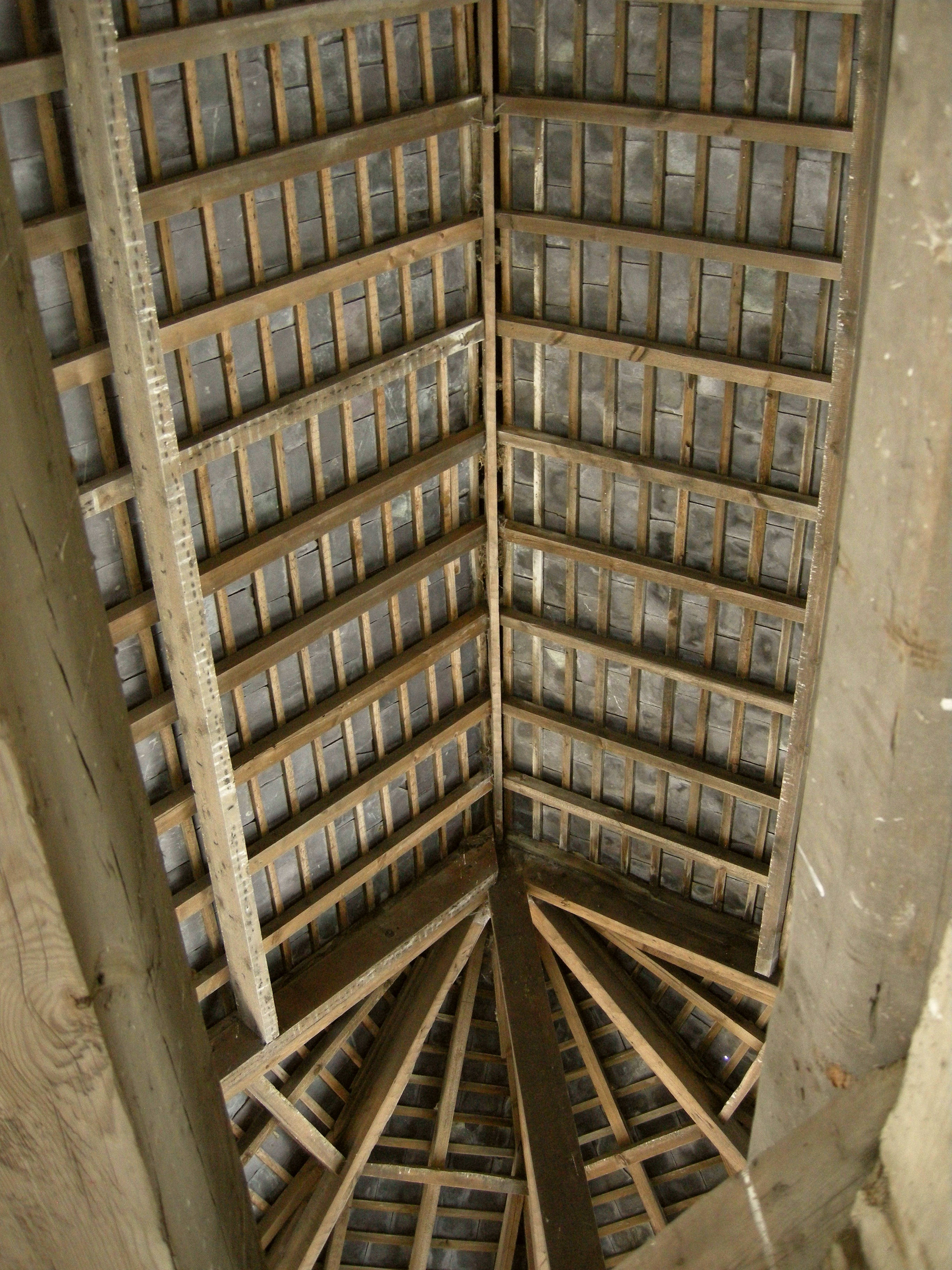
رافدة خشبية في أحد الأسقف، حيث لايوجد في قمة التقاء الروافد أي كمرة.

رافدة (بالإنجليزية: rafter) هي أحد العناصر الإنشائية المائلة (الكمرات) التي تمتد إلى لوح الجدار، والتي يتم تصميمها بشكل منحدر بالإغلب يدعم السقف إنشائيا والأحمال المرتبطة به. وتكون عادة في المنازل مصنوعة من الخشب. و يمكن أن تكون العوارض الخشبية هي سمة أساليب التسقيف التقليدية. أما في المباني الحديثة هناك تفضيل للجمالون للدعامات هندسيا بناء على أساس التكلفة، والتوفير في المواد والتصنيع خارج الموقع وسهولة البناء، فضلا عن اعتبارات التصميم مثل الحد من مدى حمولة سقف والوزن في الأعلى.